# Chromista

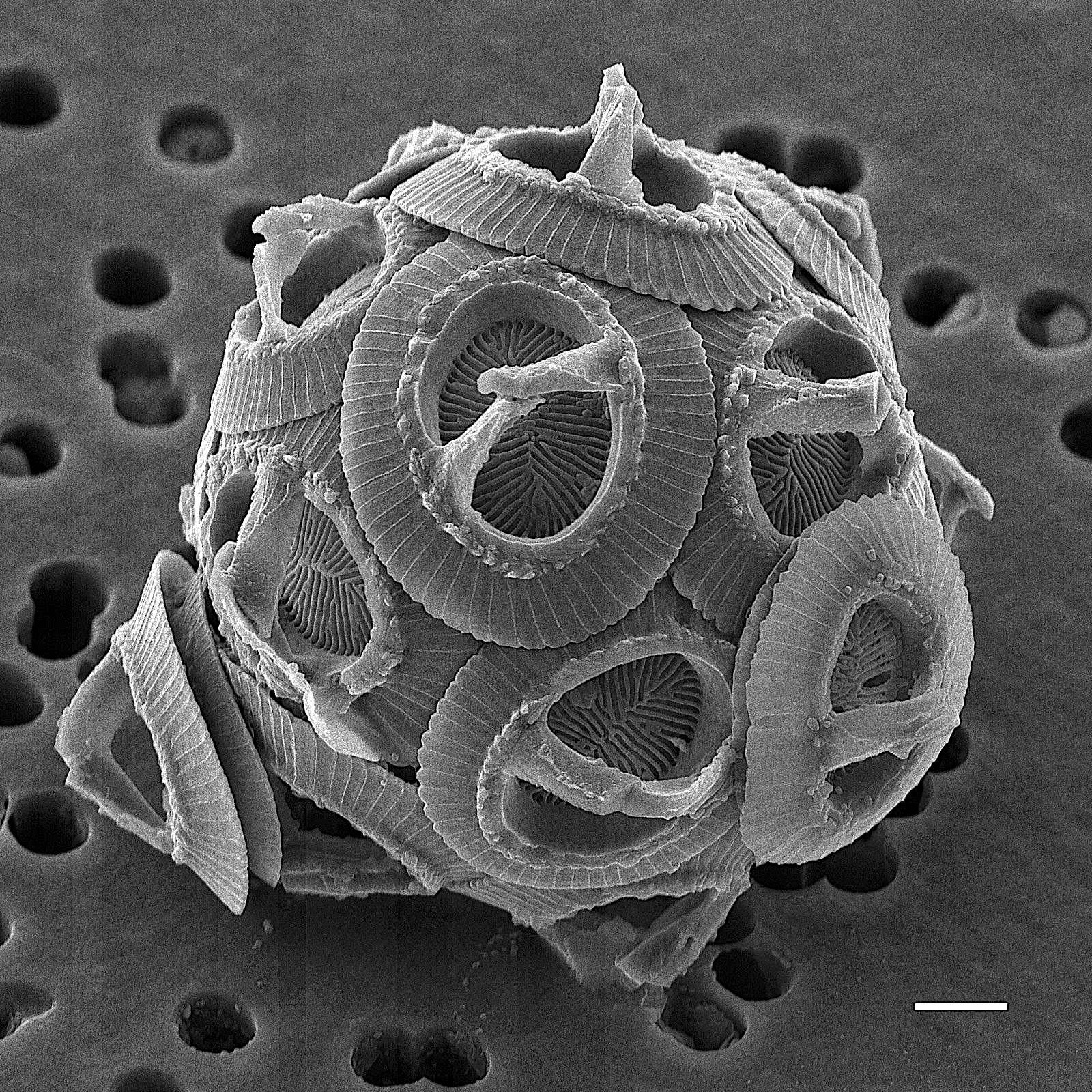
Gephyrocapsa oceanica

Chromista är ett föreslaget rike av eukaryota organismer. En alternativ grupp som nästan sammanfaller med den är Chromalveolata. De omfattar bland annat brunalger, guldalger och kiselalger.